# Albissola Marina
Albissola Marina är en ort och kommun i provinsen Savona i regionen Ligurien i Italien. Kommunen hade 5 356 invånare (2018).